# 姊小路良賴
姊小路良赖（永正十七年1520年—元龟三年1572年12月16日）日本战国时代的武将，飞驒国三木氏、姊小路氏当主三木直赖的嫡男。

## 生平
天文二十三年（1554年）父亲病逝，34岁的良赖继承家督。永禄元年（1558年）成为從五位下飞驒守。一年后，良赖也趁飞驒国司姊小路家的内纷，夺取并继承姊小路古川家。良赖透过政治工作使朝廷承认三木氏继承姊小路家，正式称为姊小路姓。
與姊小路氏不和的北飞驒国的江马氏当主江马时盛依然继续对立。永禄年间江马氏成为甲斐国的武田氏支配并加入武田氏，此时的姊小路氏也和越后国上杉氏同盟。永禄七年（1564年）武田信玄派大将山县昌景攻击木曾氏 ，木曾氏当主木曾义昌投降，江马氏的领土也被割让而被逼归顺武田氏。
元龟元年（1570年）长男三木自纲（姊小路赖纲）和上洛的足利义昭與织田信长维持良好关系，因而能保住国土。元龟三年（1572年）上杉谦信因與武田、北條聯軍對陣（即第一次利根川對陣）受到一向一揆攻擊，要求良赖出兵救援，但是良赖因病而没有出阵，而由江马辉盛代替出兵。同年10月18日姊小路赖纲也出兵相救，11月12日良赖逝世。